# Collegio di Aldershot
Aldershot  è un collegio elettorale inglese situato nell'Hampshire rappresentato alla camera dei Comuni del parlamento del Regno Unito. Elegge un membro del parlamento con il sistema maggioritario a turno unico; l'attuale parlamentare è Alex Baker, del Partito Laburista, che rappresenta il collegio dal 2024.

## Estensione

Aldershot dal 2010 al 2024

- 1918–1950: i distretti urbani di Aldershot, Farnborough e Fleet e il distretto rurale di Hartley Wintney.
- 1950–1974: il Municipal Borough di Aldershot, i distretti urbani di Farnborough e Fleet e il distretto rurale di Hartley Wintney.
- 1974–1983: il Municipal Borough di Aldershot, i distretti urbani di Farnborough e Fleet, e le parrocchie civili del distretto di Hartley Wintney di Crondall, Crookham Village, Hawley e Yateley.
- 1983–1997: il Borough di Rushmoor, e i ward distretto di Hart di Eversley, Frogmore and Darby Green, Hartley Wintney, Hawley, Whitewater, Yateley East, Yateley North e Yateley West.
- 1997–2010: il Borough di Rushmoor e i ward detti sopra, tranne Eversley, Hartley Wintney e Whitewater.
- 2010-2024: il Borough di Rushmoor, e i ward del distretto di Hart di Blackwater and Hawley e Frogmore and Darby Green.
- dal 2024: il Borough di Rushmoor, e i ward del distretto di Hart di Blackwater and Hawley e Yateley East.

## Membri del parlamento
| Elezione | Elezione         | Deputato        | Partito      |
| -------- | ---------------- | --------------- | ------------ |
|          | 1918             | Roundell Palmer | Conservatore |
| 1940 (S) | Oliver Lyttelton |                 | Conservatore |
| 1954 (S) | Eric Errington   |                 | Conservatore |
| 1970     | Julian Critchley |                 | Conservatore |
| 1997     | Gerald Howarth   |                 | Conservatore |
| 2017     | Leo Docherty     |                 | Conservatore |
|          | 2024             | Alex Baker      | Laburista    |

## Elezioni

### Elezioni negli anni 2020
| Partito                    | Partito                                           | Candidato                  | Risultati 4 luglio 2024 | Risultati 4 luglio 2024 |
| Partito                    | Partito                                           | Candidato                  | Voti                    | %                       |
| -------------------------- | ------------------------------------------------- | -------------------------- | ----------------------- | ----------------------- |
|                            | Laburista                                         | Alex Baker                 | 19 764                  | 40,71                   |
|                            | Conservatore                                      | Leo Docherty               | 14 081                  | 29,01                   |
|                            | Reform UK                                         | Trevor Lloyd-Jones         | 8 210                   | 16,91                   |
|                            | Lib Dem                                           | Paul Harris                | 4 052                   | 8,35                    |
|                            | Verdi                                             | Ed Neville                 | 2 155                   | 4,44                    |
|                            | Hampshire Independents                            | Steve James-Bailey         | 282                     | 0,58                    |
|                            |                                                   |                            |                         |                         |
| Iscritti                   | Iscritti                                          | Iscritti                   | 78 569                  | 100,00                  |
| ↳ Votanti (% su iscritti)  | ↳ Votanti (% su iscritti)                         | ↳ Votanti (% su iscritti)  | 48 544                  | 61,79                   |
| ↳ Astenuti (% su iscritti) | ↳ Astenuti (% su iscritti)                        | ↳ Astenuti (% su iscritti) | 30 025                  | 38,21                   |
|                            |                                                   |                            |                         |                         |
|                            | Esito: collegio passa da Conservatore a Laburista |                            |                         |                         |

### Elezioni negli anni 2010
| Partito                    | Partito                                   | Candidato                  | Risultati 12 dicembre 2019 | Risultati 12 dicembre 2019 |
| Partito                    | Partito                                   | Candidato                  | Voti                       | %                          |
| -------------------------- | ----------------------------------------- | -------------------------- | -------------------------- | -------------------------- |
|                            | Conservatore                              | Leo Docherty               | 27 980                     | 58,37                      |
|                            | Laburista                                 | Howard Kaye                | 11 282                     | 23,54                      |
|                            | Lib Dem                                   | Alan Hillier               | 6 920                      | 14,44                      |
|                            | Verdi                                     | Donna Wallace              | 1 750                      | 3,65                       |
|                            |                                           |                            |                            |                            |
| Iscritti                   | Iscritti                                  | Iscritti                   | 72 617                     | 100,00                     |
| ↳ Votanti (% su iscritti)  | ↳ Votanti (% su iscritti)                 | ↳ Votanti (% su iscritti)  | 47 932                     | 66,01                      |
| ↳ Astenuti (% su iscritti) | ↳ Astenuti (% su iscritti)                | ↳ Astenuti (% su iscritti) | 24 685                     | 33,99                      |
|                            |                                           |                            |                            |                            |
|                            | Esito: collegio confermato a Conservatore |                            |                            |                            |

| Partito                    | Partito                                   | Candidato                  | Risultati 8 giugno 2017 | Risultati 8 giugno 2017 |
| Partito                    | Partito                                   | Candidato                  | Voti                    | %                       |
| -------------------------- | ----------------------------------------- | -------------------------- | ----------------------- | ----------------------- |
|                            | Conservatore                              | Leo Docherty               | 26 995                  | 55,10                   |
|                            | Laburista                                 | Gary Puffett               | 15 477                  | 31,59                   |
|                            | Lib Dem                                   | Alan Hillier               | 3 637                   | 7,42                    |
|                            | UKIP                                      | Roy Swales                 | 1 796                   | 3,67                    |
|                            | Verdi                                     | Donna Wallace              | 1 090                   | 2,22                    |
|                            |                                           |                            |                         |                         |
| Iscritti                   | Iscritti                                  | Iscritti                   | 76 316                  | 100,00                  |
| ↳ Votanti (% su iscritti)  | ↳ Votanti (% su iscritti)                 | ↳ Votanti (% su iscritti)  | 48 995                  | 64,20                   |
| ↳ Astenuti (% su iscritti) | ↳ Astenuti (% su iscritti)                | ↳ Astenuti (% su iscritti) | 27 321                  | 35,80                   |
|                            |                                           |                            |                         |                         |
|                            | Esito: collegio confermato a Conservatore |                            |                         |                         |

| Partito                    | Partito                                   | Candidato                  | Risultati 7 maggio 2015 | Risultati 7 maggio 2015 |
| Partito                    | Partito                                   | Candidato                  | Voti                    | %                       |
| -------------------------- | ----------------------------------------- | -------------------------- | ----------------------- | ----------------------- |
|                            | Conservatore                              | Gerald Howarth             | 23 369                  | 50,60                   |
|                            | Laburista                                 | Gary Puffett               | 8 468                   | 18,33                   |
|                            | UKIP                                      | Bill Walker                | 8 253                   | 17,87                   |
|                            | Lib Dem                                   | Alan Hilliar               | 4 073                   | 8,82                    |
|                            | Verdi                                     | Carl Hewitt                | 2 025                   | 4,38                    |
|                            |                                           |                            |                         |                         |
| Iscritti                   | Iscritti                                  | Iscritti                   | 72 399                  | 100,00                  |
| ↳ Votanti (% su iscritti)  | ↳ Votanti (% su iscritti)                 | ↳ Votanti (% su iscritti)  | 46 191                  | 63,80                   |
| ↳ Astenuti (% su iscritti) | ↳ Astenuti (% su iscritti)                | ↳ Astenuti (% su iscritti) | 26 208                  | 36,20                   |
|                            |                                           |                            |                         |                         |
|                            | Esito: collegio confermato a Conservatore |                            |                         |                         |

| Partito                    | Partito                                   | Candidato                  | Risultati 6 maggio 2010 | Risultati 6 maggio 2010 |
| Partito                    | Partito                                   | Candidato                  | Voti                    | %                       |
| -------------------------- | ----------------------------------------- | -------------------------- | ----------------------- | ----------------------- |
|                            | Conservatore                              | Gerald Howarth             | 21 203                  | 46,52                   |
|                            | Lib Dem                                   | Adrian Collett             | 15 617                  | 34,26                   |
|                            | Laburista                                 | Jonathan Slater            | 5 489                   | 12,04                   |
|                            | UKIP                                      | Gary Cowd                  | 2 041                   | 4,48                    |
|                            | English Independence Party                | Steven Campkin             | 999                     | 2,19                    |
|                            | Cristiano                                 | Juliana Brimicombe         | 231                     | 0,51                    |
|                            |                                           |                            |                         |                         |
| Iscritti                   | Iscritti                                  | Iscritti                   | 71 470                  | 100,00                  |
| ↳ Votanti (% su iscritti)  | ↳ Votanti (% su iscritti)                 | ↳ Votanti (% su iscritti)  | 45 580                  | 63,78                   |
| ↳ Astenuti (% su iscritti) | ↳ Astenuti (% su iscritti)                | ↳ Astenuti (% su iscritti) | 25 890                  | 36,22                   |
|                            |                                           |                            |                         |                         |
|                            | Esito: collegio confermato a Conservatore |                            |                         |                         |

### Elezioni negli anni 2000
| Partito                    | Partito                                   | Candidato                  | Risultati 5 maggio 2005 | Risultati 5 maggio 2005 |
| Partito                    | Partito                                   | Candidato                  | Voti                    | %                       |
| -------------------------- | ----------------------------------------- | -------------------------- | ----------------------- | ----------------------- |
|                            | Conservatore                              | Gerald Howarth             | 20 572                  | 42,73                   |
|                            | Lib Dem                                   | Adrian Collett             | 15 238                  | 31,65                   |
|                            | Laburista                                 | Howard Linsley             | 9 895                   | 20,55                   |
|                            | UKIP                                      | Derek Rumsey               | 1 182                   | 2,46                    |
|                            | Democratici                               | Gary Cowd                  | 701                     | 1,46                    |
|                            | Monster Raving Loony                      | Howling Laud Hope          | 553                     | 1,15                    |
|                            |                                           |                            |                         |                         |
| Iscritti                   | Iscritti                                  | Iscritti                   | 78 533                  | 100,00                  |
| ↳ Votanti (% su iscritti)  | ↳ Votanti (% su iscritti)                 | ↳ Votanti (% su iscritti)  | 48 141                  | 61,30                   |
| ↳ Astenuti (% su iscritti) | ↳ Astenuti (% su iscritti)                | ↳ Astenuti (% su iscritti) | 30 392                  | 38,70                   |
|                            |                                           |                            |                         |                         |
|                            | Esito: collegio confermato a Conservatore |                            |                         |                         |

| Partito                    | Partito                                   | Candidato                  | Risultati 7 giugno 2001 | Risultati 7 giugno 2001 |
| Partito                    | Partito                                   | Candidato                  | Voti                    | %                       |
| -------------------------- | ----------------------------------------- | -------------------------- | ----------------------- | ----------------------- |
|                            | Conservatore                              | Gerald Howarth             | 19 106                  | 42,19                   |
|                            | Lib Dem                                   | Adrian Collett             | 12 512                  | 27,63                   |
|                            | Laburista                                 | Luke Akehurst              | 11 394                  | 25,16                   |
|                            | UKIP                                      | Derek Rumsey               | 797                     | 1,76                    |
|                            | Verdi                                     | Adam Stacey                | 630                     | 1,39                    |
|                            | Indipendente                              | Arthur Uther Pendragon     | 459                     | 1,01                    |
|                            | Monster Raving Loony                      | Howling Laud Hope          | 390                     | 0,86                    |
|                            |                                           |                            |                         |                         |
| Iscritti                   | Iscritti                                  | Iscritti                   | 78 217                  | 100,00                  |
| ↳ Votanti (% su iscritti)  | ↳ Votanti (% su iscritti)                 | ↳ Votanti (% su iscritti)  | 45 288                  | 57,90                   |
| ↳ Astenuti (% su iscritti) | ↳ Astenuti (% su iscritti)                | ↳ Astenuti (% su iscritti) | 32 929                  | 42,10                   |
|                            |                                           |                            |                         |                         |
|                            | Esito: collegio confermato a Conservatore |                            |                         |                         |

## Risultati dei referendum

### Referendum sulla permanenza del Regno Unito nell'Unione europea del 2016
|             | Collegio  | Lasciare UE % | Rimanere in UE % |
| ----------- | --------- | ------------- | ---------------- |
|             | Aldershot | 58,2%         | 41,8%            |
| Inghilterra | 53,3%     | 46,7%         |                  |
| Regno Unito | 51,9%     | 48,1%         |                  |